# Chip Berlet

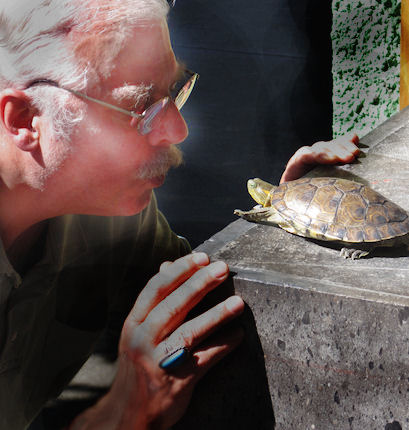
Chip Berlet 2012 in Mexiko

John Foster „Chip“ Berlet (* 22. November 1949 in Denver) ist ein US-amerikanischer investigativer Journalist, Finanzanalyst, Fotojournalist, Autor, TV-Experte und Aktivist.

## Leben
Berlet wurde 1949 geboren. Berlet studierte drei Jahre an der University of Denver, wo er Soziologie mit Nebenfach Journalismus studierte. Er brach 1971 die Universität ab, um als alternativer Journalist ohne Abschluss zu arbeiten. Mitte der 1970er Jahre war er Mitherausgeber einer Reihe von Büchern über studentischen Aktivismus für die National Student Association und den National Student Educational Fund.
Er ist spezialisiert auf die Untersuchung der Bewegungen der extremen Rechten in den Vereinigten Staaten. Er untersucht auch die Verbreitung von Verschwörungstheorien. Seit dem Bombenanschlag in Oklahoma City 1995 trat Berlet regelmäßig in den Medien auf, um über extremistische Gruppen zu diskutieren. Er war Senior Analyst bei Political Research Associates (PRA), einer gemeinnützigen Gruppe, die rechte Netzwerke überwacht.
Berlet war Vizepräsident der National Lawyers Guild. Er war Mitglied des Beirats des Center for Millennial Studies der Boston University und seit über zwanzig Jahren im Vorstand der Defending Dissent Foundation. 1982 war er Finalist für die Mencken Awards in der Kategorie beste Nachrichten für War on Drugs: The Strange Story von Lyndon LaRouche, das in der High Times veröffentlicht wurde. Er war Mitglied des Beirats der Kampagne zur Verteidigung der Verfassung.

## Fotojournalismus
Berlet ist auch Fotojournalist. Seine Fotografien, insbesondere vom Ku-Klux-Klan und von Neonazi-Kundgebungen, wurden von Associated Press verbreitet, erschienen auf Buch- und Zeitschriftencovern, Albumcovern und Postern und wurden in vielen Medien veröffentlicht.

Auswahl von Fotografien
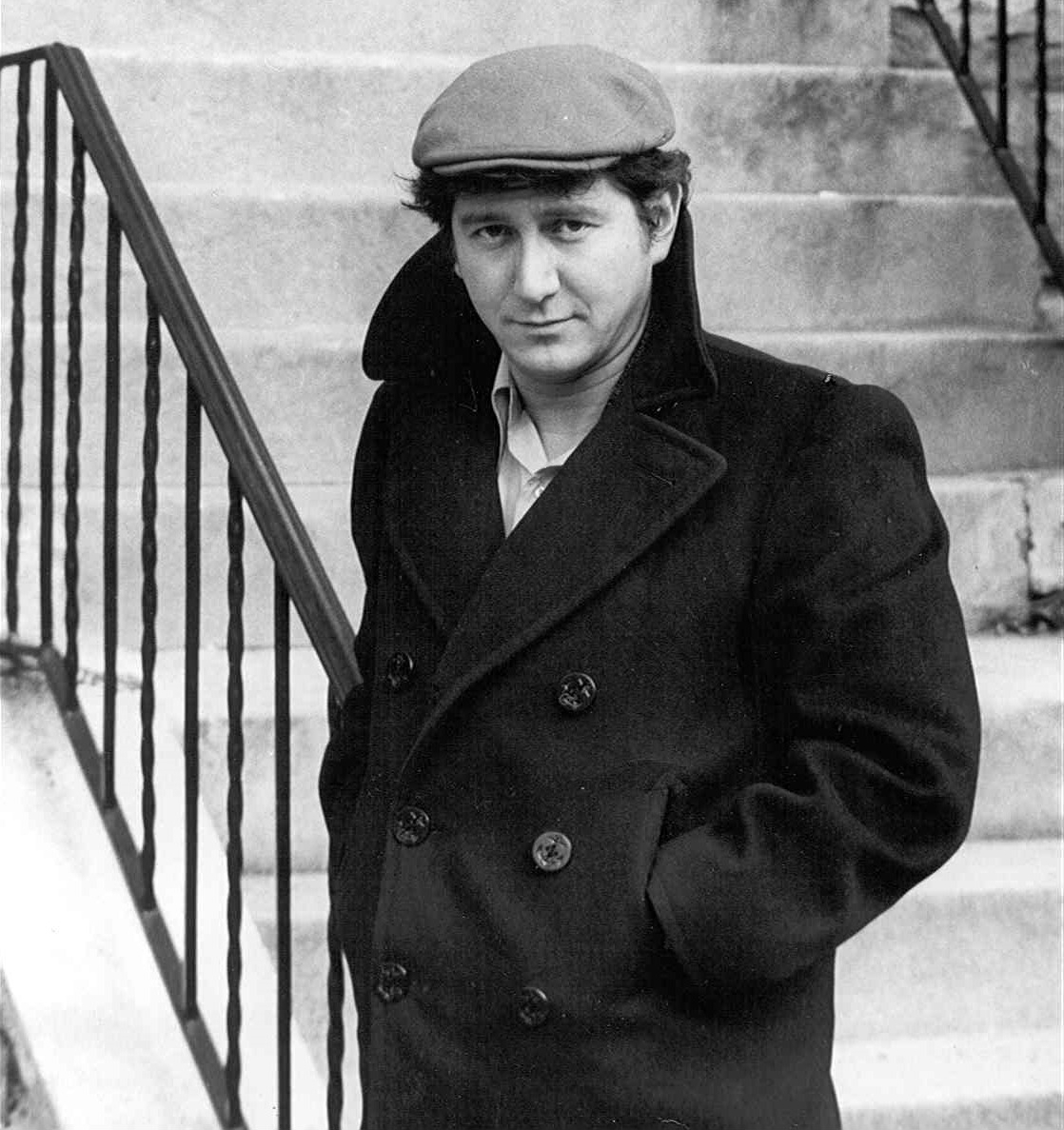
Foto von Phil Ochs
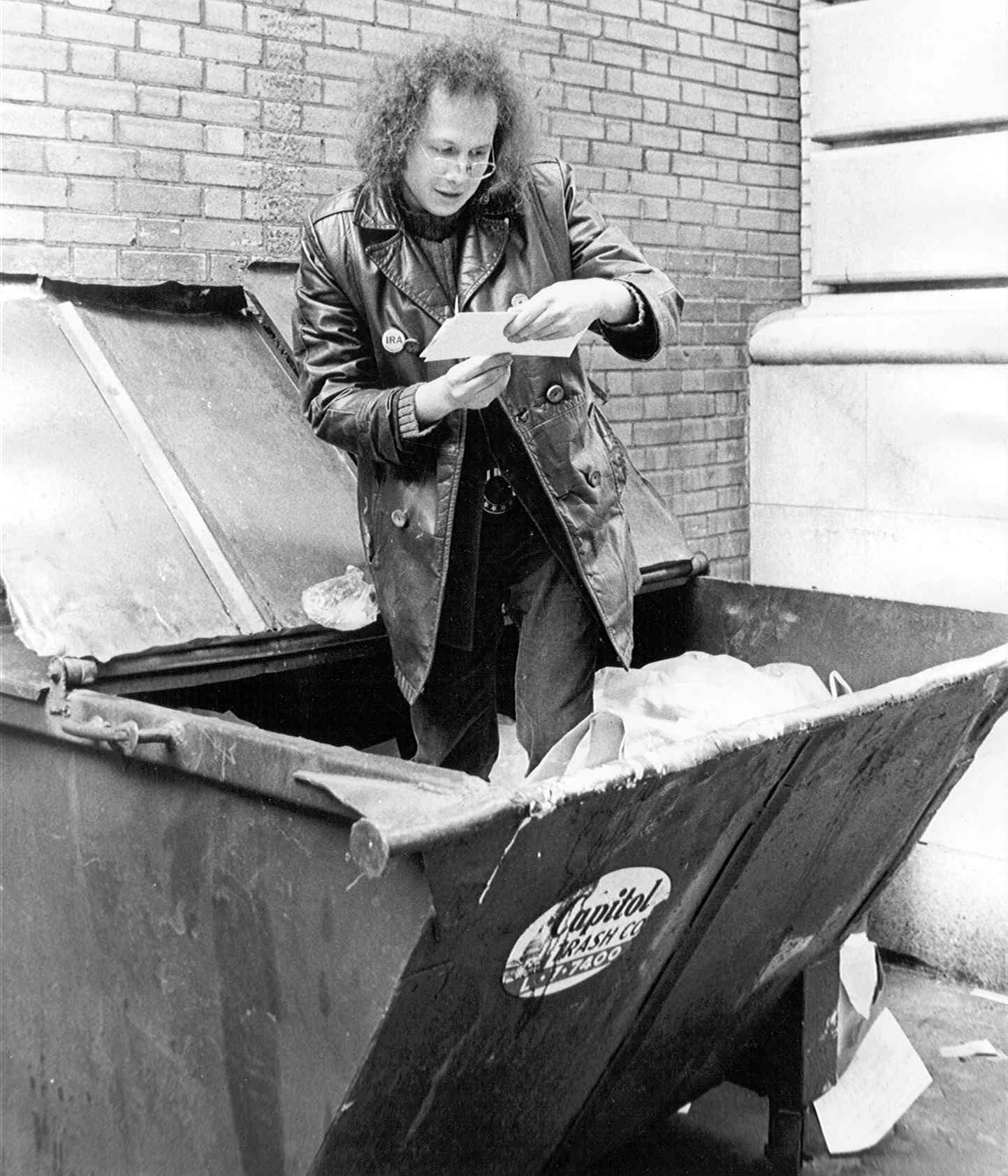
Mann in Mülltonne
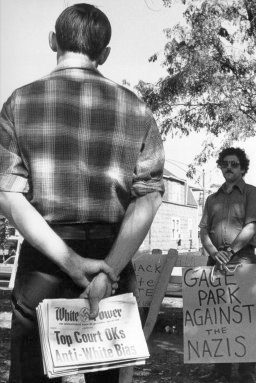
Anti-Neonazi-Demonstration
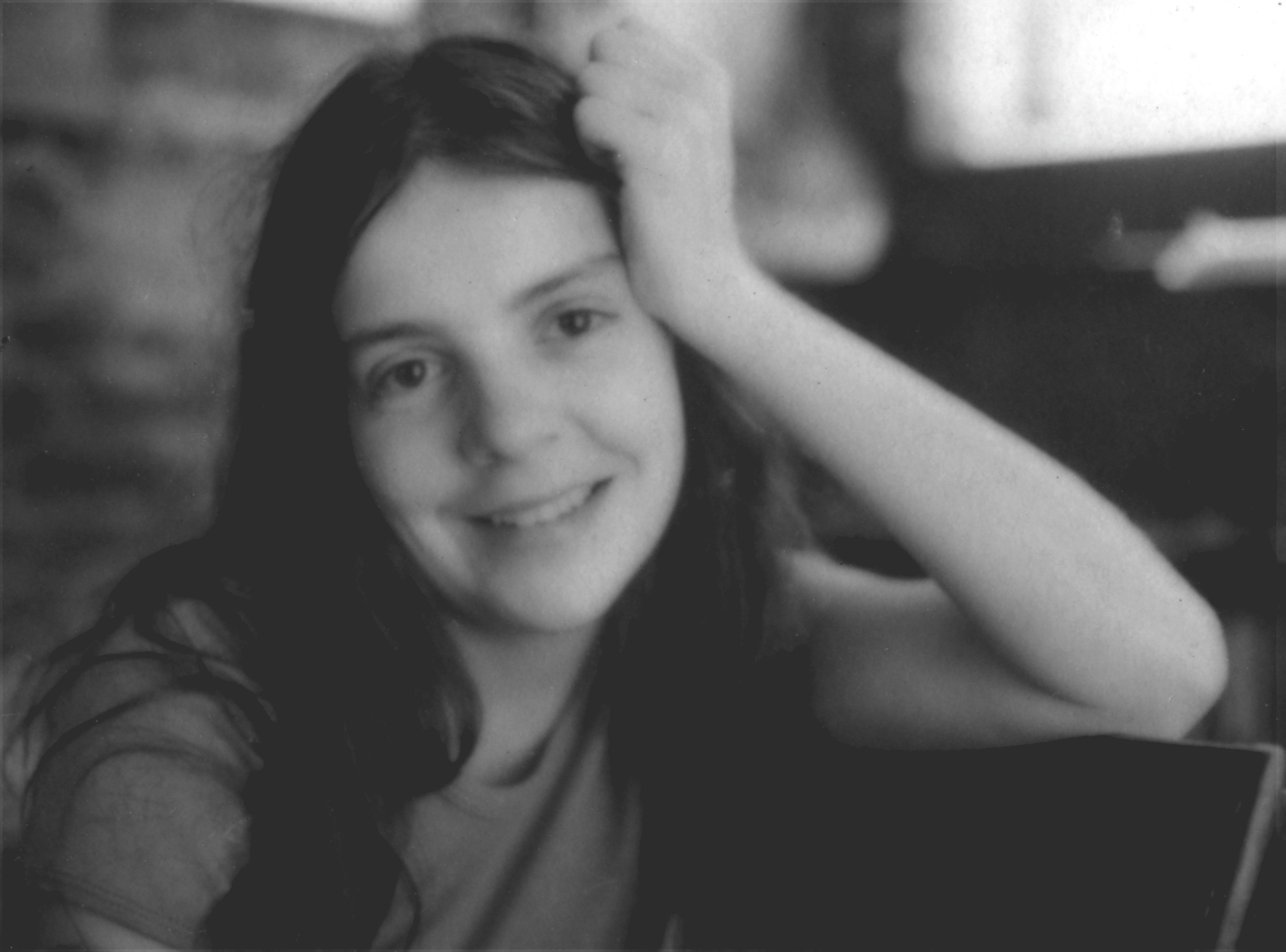
Maggie Roche
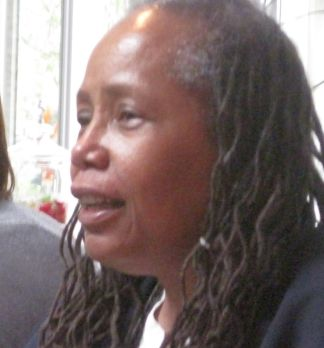
Ruby Sales, 2014
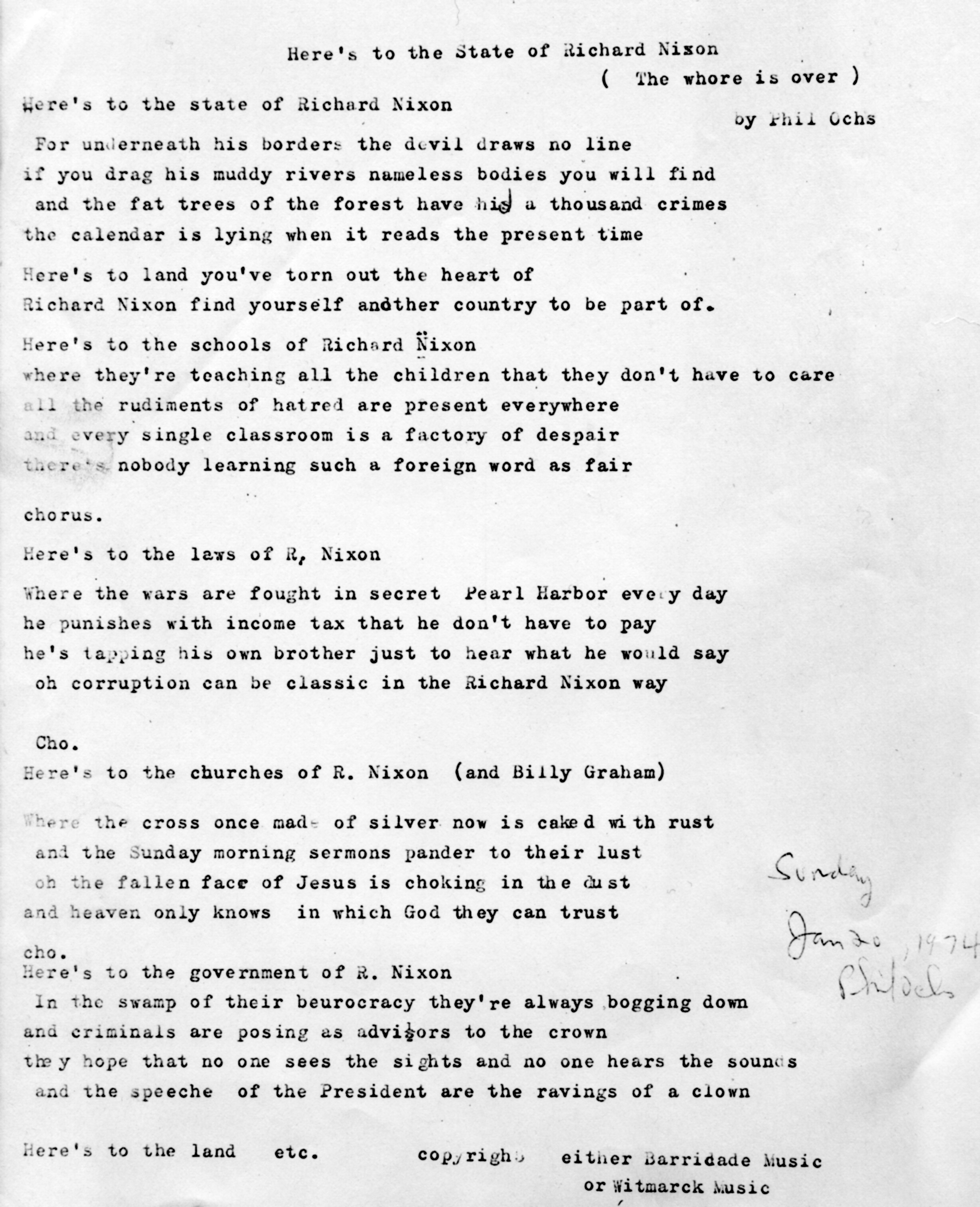
Songtext von Phil Ochs

## Bücher (Auswahl)
- Clouds Blur the Rainbow. Political Research Associates, Cambridge, Mass. 1987, ISBN 0-915987-03-1.
- mit Matthew N. Lyons: Right-Wing Populism in America: Too Close for Comfort. Herausgegeben von Douglas Kellner. Guilford Press, New York 2000. ISBN 1-4625-3761-8.
- Trumping Democracy: From Reagan to the Alt-Right. Routledge, 2019, ISBN 978-1-138-21249-7.

## Filmografie (Auswahl)
- 1996: With God on Our Side: The Rise of the Religious Right in America (Serie)
- 2005: One Bright Shining Moment (Dokumentation)
- 2008: Silhouette City (Dokumentation)
- 2009: Waiting for Armageddon (Dokumentation)
- 2010–2011: Democracy Now! (Politikmagazin)
- 2013: Moyers & Company (Serie)